# Leda
A Leda (görögül Λήδα), vagy Jupiter XIII egy Jupiter-hold, melyet Charles Thomas Kowal fedezett fel a Palomar Obszervatóriumban 1974. szeptember 14-én, azután, hogy három napon keresztül (szeptember 11. és szeptember 13. között) fényképeket készítettek a területről. Ezek közül a Leda mindegyiken látszott.
Nevét Spárta királynője után kapta, aki a dioszkuroszok (Kasztór és Polüdeukész), Klütaimnésztra és a trójai Heléna anyja volt (a hattyú alakban megjelent Zeusz volt az apa).
A Leda a Himalia csoport tagja (öt hold, amely 11 és 13 Gm között kering a Jupiter körül körülbelül 27,5°-os inklinációval.
Nem szabad összetéveszteni a 38 Leda aszteroidával.

## Külső hivatkozások
- Kowal, C.T. és társai, "Thirteenth satellite of Jupiter", AJ 80 (1975) 460–464